# Kaj Munk
 (août 2022).
Si vous disposez d'ouvrages ou d'articles de référence ou si vous connaissez des sites web de qualité traitant du thème abordé ici, merci de compléter l'article en donnant les références utiles à sa vérifiabilité et en les liant à la section « Notes et références ».
Pour les articles homonymes, voir Munk.
Kaj Harald Leininger Munk (couramment appelé Kaj Munk) (né le 13 janvier 1898 à Maribo, sur l'île danoise de Lolland, assassiné par la Gestapo le 4 janvier 1944 à Hørbylunde Bakke, près de Silkeborg) était un auteur dramatique danois et un pasteur luthérien.

## Biographie
Il est né sous le nom de Kaj Harald Leininger Petersen, mais devint rapidement orphelin et fut élevé par des parents éloignés du nom de Munk, qui l'adoptèrent en 1916. Leur intense foi piétiste fut sans doute à l'origine de sa vocation. En 1924, il obtint un diplôme de théologie à l'Université de Copenhague et fut ordonné pasteur. De 1924 à sa mort, il fut responsable de la paroisse rurale de Vedersø dans le Jutland Occidental.

## Engagement politique
Munk était un intellectuel de droite, profondément religieux, anti-démocrate, et appelant à un renouveau du Danemark. Il est surtout connu aujourd'hui pour avoir été un farouche opposant au nazisme.
Au début des années 1930, il avoua son admiration pour Hitler qui avait selon lui unifié le peuple allemand derrière lui. Il souhaitait qu'un tel leader charismatique unisse le peuple danois.
Cependant, la persécution des Juifs en Allemagne et l'agression menée par Mussolini contre l'Éthiopie firent évoluer sa position, et Munk en vint à exprimer publiquement son dégoût pour les idées fascistes et nazies. 
En 1938, il publia dans le journal danois Jyllands-Posten une lettre ouverte à Benito Mussolini. La même année, la pièce Han sidder ved Smeltediglen (Il est assis près du creuset) dénonce la persécution des Juifs en Allemagne.
Lors de l'Occupation du Danemark, Munk prit fermement position contre le nazisme dans ses sermons et dans ses pièces. Il appela les Danois à la résistance dans Niels Ebbesen (1942) et Før Cannae (1943). Ses livres furent confisqués, mais il continua à sillonner le pays, notamment pour lire Niels Ebbesen. Il se savait menacé, mais choisit de rester au Danemark malgré les demandes de certains de ses amis qui lui conseillaient de fuir en Suède. Il fut finalement assassiné par la Gestapo le 4 janvier 1944 à Hørbylunde Bakke, près de Silkeborg.
Après sa mort, Kaj Munk devint un emblème de la Résistance danoise au nazisme, mais sa mémoire connut une éclipse entre les années 1950 et 1990. Ses œuvres furent oubliées, et ses prises de positions pro-fascistes du début des années 1930 le rendaient suspect. Depuis quelques années, on note un regain d'intérêt pour Munk au Danemark. Ses pièces sont à nouveau jouées, et un Centre de recherche Kaj Munk a été créé à l'université d'Aalborg en 2005.

## Œuvre de dramaturge
Les thèmes récurrents de ses pièces sont la religion et l'"idéalisme", entendu comme une obsession de personnages prêts à tout sacrifier pour assouvir un but unique (bon ou mauvais). Munk est fasciné par les "héros", ce qui explique en partie son attraction pour le fascisme au début des années 1930.
Les intrigues se déroulent souvent dans le passé, notamment le passé biblique, mais aussi l'Angleterre de Henri VIII ou de Cromwell. Parmi ses influences, on peut citer Shakespeare et Goethe.
Sa première pièce, Pilatus, fut écrite en 1917, mais ce n'est qu'en 1928 qu'une de ses pièces fut montée. Il s'agissait d'Un Idéaliste, œuvre qui témoigne de sa fascination pour les personnages "forts". Elle est construite autour du personnage biblique du roi Hérode, dont tous les actes sont guidées par le désir de se maintenir au pouvoir, et d'accomplir la vengeance des Édomites (descendants d'Esaü) sur les Juifs (descendants de Jacob). Le traducteur français va jusqu'à parler de personnage "satanique". Mais dans la dernière scène de la pièce, Hérode agonisant est finalement vaincu par le regard de Marie et de Jésus.
I Brændingen (1929) est un portrait déguisé d'un des adversaires littéraires de Munk, l'écrivain Georg Brandes dont l'athéisme était virulent. Il est dépeint, sous le nom de Professeur Krater, comme un "idéaliste" aux tendances négatives, puisque anti-chrétiennes.
Ces premières pièces avaient été fraîchement accueillies par le public et la critique. En 1931, la pièce Cant est enfin un succès.  Le roi anglais Henri VIII y est présenté comme un despote cruel qui fait passer ses désirs pour des commandements divins. À la fin des années 1930, ses œuvres devinrent extrêmement populaires dans son pays mais également en Suède.
Ordet (Le verbe), écrite en 1925, a souvent été considérée comme la meilleure de ses pièces. Les membres, plus ou moins croyants, d'une famille de fermiers danois sont confrontés à la résurrection d'une femme morte en couches. Mikkel, le beau-père de la défunte, ne croit pas aux miracles, mais Johannes, son fils, considéré comme un fou, demande (d'où le titre de la pièce) et obtient de Dieu la résurrection de sa belle-sœur. Ce miracle fait disparaître les dissensions qui déchiraient la communauté. La pièce a été adaptée, à deux reprises, au cinéma : en 1943, par Gustaf Molander, puis en 1954 par Carl Theodor Dreyer (Ordet ou La Parole). En 2009, elle  a été traduite en français et adaptée par Arthur Nauzyciel et Marie Darrieussecq.

## Adaptations cinématographiques
- 1943 : Ordet, de Gustaf Molander
- 1955 : Ordet, de Carl Theodor Dreyer, Lion d'or au Festival de Venise 1955.

## Quelques pièces
- Pilatus (1917)
- Ordet (1925)
- Kaerlighed (1926)
- En Idealist (1928)
- I Brændingen (1929)
- Kardinalen og Kongen (1929)
- Cant (pièce) (1931)
- De Udvalgte (1933)
- Sejren (1936)
- Han sidder ved Smeltediglen (1938)
- Egelykke (1940)
- Niels Ebbesen (1942)
- Før Cannae (1943)

## Œuvres disponibles en français
- La Croix sur l'étendard, paroles sous l'oppression, traduction et préface de Gilles Gérard Arlberg, Paris, Éditions Je sers, 1945, 92 p.
- Ordet : pièce en quatre actes, traduit par Vincent Dulac, préface de Maurice Drouzy, Auribeau-sur-Siagne, Esprit ouvert, 1996, 147 p.  (ISBN 2-88329-032-6)
- Il est assis près du creuset : pièce en cinq actes, traduit par Vincent Dulac, Cupidus Legendi, 2020, 112 p.  (ISBN 978-2-9567973-2-6)